# Hogna lenta
Hogna lenta este o specie de păianjeni din genul Hogna, familia Lycosidae. A fost descrisă pentru prima dată de Hentz, 1844. Conform Catalogue of Life specia Hogna lenta nu are subspecii cunoscute.